# Lowietje (stripreeks)
Lowietje is een Belgische stripreeks van Berck en verschillende scenaristen.
De strip was oorspronkelijk geïnspireerd op de Duitse film 13 Stühle.

## Inhoud
Lowietje is een weeskind dat van een rijke oom een fortuin heeft geërfd. De erfenis bestaat niet alleen uit geld, maar ook uit een kasteel met bediende (de door en door trouwe en betrouwbare Jacob) en een groot aantal fabrieken. Lowietje mag de erfenis onder voorwaarden behouden. Voldoet hij niet aan deze voorwaarden, dan gaat een deel van zijn fortuin naar een goed doel en de rest naar zijn tante Doortje. Deze op geld beluste tante doet er dan ook alles aan om Lowietje zijn geld te ontnemen. Ze deinst daarbij nergens voor terug en roept de hulp in van twee schurken, Teetje en Toffel. Gelukkig voor Lowietje zijn deze twee zowel onhandig als niet al te snugger.

## Verhalen

### Alle verhalen
Er zijn elf lange en drie korte verhalen gepubliceerd. De lange verhalen zijn:
1. De erfenis van Suipesteijn, 44 afl. (Sjors 7403-7424, met aankondiging in 7402); ook in: Robbedoes 2107-2128
2. De piratenbende, 44 afl. (Sjors 7527-7537); ook in: Zonneland 8644-8651
3. Het complot, 44 afl. (Eppo 7609-7630); ook: Robbedoes 2141-2155
4. De monsteropdracht, 44 afl. (Eppo 7714-7735); Robbedoes 2250-2260
5. De ruimtereis, 44 afl. (Eppo 7806-7826); ook: Robbedoes 2295-2316
6. De Olympische Spelen, 44 afl. (Eppo 7901-7922)
7. Speurtocht in Amerika, 44 afl. (Eppo 8017-8037)
8. De duivelse doedelzak, 44 afl. (Eppo 8121-8139)
9. De zaak Goldenmeyer, 44 afl. (Eppo 8213-8232)
10. Plankenkoorts, 22 afl. (Eppo 8313-8317)
11. De gorilla's van Virunga, 34 afl. (waarschijnlijk voorpublicatie in Zonneland)

De korte verhalen zijn:
1. Geven en nemen, 6 afl. (kort verhaal - Sjors 7501; ook: Robbedoes 2121)
2. Geen Pasen zonder hazen, 6 afl. (kort verhaal - Sjors 7513)
3. Een weekje wintersport, 4 afl. (kort verhaal - Eppo 8013)

Posters zijn verschenen in Eppo 7836, 8006, 8118 en 8238. Een grote illustratie verscheen in Eppo 8040+. Verder zijn er diverse verhaalaankondigingen verschenen, en voorplaten op:
- Sjors 7403, 7433, 7501, 7527, 7533
- Eppo 7609, 7625, 7715, 7724, 7806, 7817, 8121, 8134, 8213, 8227
- Robbedoes 2141, 2143

### Albums
De eerste zeven lange verhalen zijn in zeven albums in kleur verschenen bij uitgeverij Oberon. Opmerkelijk is dat verhaal 6 in de albumreeks aan verhaal 5 voorafgaat, hoewel verhaal 6 in zekere zin voortborduurt op verhaal 5. Om dit uit te leggen, is een inleiding opgenomen in album 5/verhaal 6.
De overige lange verhalen zijn in drie delen, in zwart-wit, verschenen bij uitgeverij Arcadia.